# Regiunea Tanga
Tanga este o regiune a Tanzaniei a cărei capitală este Tanga. Are o populație de 1.753.000 locuitori și o suprafață de 27.000 km2.

## Subdiviziuni
Această regiune este divizată în 8 districte:
- Handeni
- Kilindi
- Korogwe
- Lushoto
- Muheza
- Nkinga
- Pangani
- Tanga